# Герб Туви

Герб Республіки Тува

Герб Республіки Тува є державним символом Республіки Тува. Прийнятий Урядом Республіки 17 вересня 1992 року.

## Опис
Герб Республіки Тува є зображення на блакитному тлі золотого вершника в національному тувинському одязі, що скакає на золотого коня назустріч променям висхідного сонця. У підставі герба на традиційній білій стрічці «кадак» напис золотом «Тува». Обрамлення герба має п'ятипілюсткову форму.

### Тлумачення символів
- Зовнішній контур Державного герба Республіки Тува є стилізованим зображенням знаку, пов'язаного з уявленнями древнетюркськіх народів про пристрій миру
- Зображення вершника, що скаче на коні, в національному тувинському одязі відображає традиційний устрій життя і основної господарської діяльності людей, впродовж багатьох століть тих, що проживали на території Республіки Тува
- Включення до складу елементів державного герба Республіки Тува зображення сонця з променями, що розходяться, символізує прагнення людей до високих ідеалів, миру і добробуту
- Смислове значення зображення стрічки «кадак» полягає у віддзеркаленні гостинності і дружелюбності народу Республіки Тува

### Тлумачення кольорів
У державних символах Республіки Тува (гербі і прапорі) використовуються кольори блакитною, білий і жовтий (золотою)
- Блакитний колір символізує чисте небо, піднесеність цілей, згоду в суспільстві.
- Білий колір символізує чистоту і благородство суспільної моралі, відвертість і самостійність державної політики
- Жовтий (золотий) колір символізує багатство і справедливість держави. Також в жовтому (золотому) кольорі міститься віддзеркалення традиційних релігійних переконань частини населення Республіки Тува